# Siegmund Tischendorf
Siegmund Tischendorf (* 8. Mai 1954 in Graz, Österreich) ist ein österreichischer Schauspieler und Comedian mit Wohnsitz in Zürich. 

## Leben
Siegmund Tischendorf belegte nach der Matura für zwei Semester Deutsch und Geschichte an der Universität Graz, bevor er sich für das Schauspielstudium entschloss.
Nach einem Jahr an der Universität für Musik und darstellende Kunst Graz wechselte er an die Hochschule für Musik und Theater Hannover, wo er 1980 im Alter von 26 Jahren sein Diplom machte. Danach trat er sein erstes Engagement am Schlosstheater Moers an, von dem er nach zwei Jahren an das Niedersächsische Staatstheater Hannover wechselte. Weitere Stationen waren dann Staatstheater Braunschweig, Bühnen Lübeck, Theater Bielefeld, Stadttheater Bern sowie Schauspielhaus Zürich und Theater Neumarkt Zürich.
Von 2001 an begann eine Zeit der Selbständigkeit mit der Gründung von Tischendorf Productions GmbH und der Produktion diverser Comedies, u. a. Caveman, die er auch selbst spielte und spielt, sowie zahlreichen anderen Soloprogrammen (mit anderen Schauspielern: Pit-Arne Pietz, Rainer Wöss, Gregor Seberg oder Anikó Donáth und Monica Amrein) im In- und Ausland. Daneben gab es Engagements im Film und Fernsehen sowie Sprechertätigkeiten.

## Theater
- 1980–1982: Engagement Schlosstheater Moers
- 1982–1984: Engagement Staatstheater Hannover
- 1984–1987: Engagement Staatstheater Braunschweig
- 1986: Gilgamesch-Epos; Staatstheater Braunschweig; Gastspiel in Sitges
- 1987: Der zerbrochne Krug; Staatstheater Braunschweig; Gastspiel in Málaga
- 1987–1990: Engagement Bühnen Lübeck
- 1990–1998: Engagement Stadttheater Bern
- 1991: Nacht im Schwan; von Adolf Muschg; als Ferdinand Lassalle; Regie: Peter Borchardt; Schauspielhaus Zürich
- 1991: Der einsame Weg; als Stephan von Sala; Regie: Istvan Bödy; Stadttheater Bern
- 1994: Oleanna; Regie: Michael Oberer; Stadttheater Bern
- 1994: Minna von Barnhelm; als Tellheim; Regie: Wolfram Krempel; Stadttheater Bern
- 1994: Ganz wild auf Harry; von Henry Miller; als Harry; Regie: Oswald Lipfert; Stadttheater Bern
- 1995: Die Entführung aus dem Serail; als Bassa Selim; Gastspiel Oper Treviso
- 1996: Die Wildente; als Hjalmar Ekdal; Regie: Oswald Lipfert; Stadttheater Bern
- 1997: Die Entführung aus dem Serail; als Bassa Selim; Gastspiel Teatro Regio di Parma
- 1997: Anatol; als Anatol; Regie: Gerhard Klingenberg; Tourneetheater Landgraf
- 1998: Engagement Schauspielhaus Zürich
- 1998: Zyrikon; Regie: Ernst Stötzner; Schauspielhaus Zürich
- seit 2001: Caveman; schweizweit
- 2006: Thom Pain (based on nothing)
- 2007: Männerabend
- 2007: Bigger than Jesus
- 2016: Lügen, aber ehrlich
- 2017: Dinner für Spinner; Regie: Felix Prader; Theater Kanton Zürich
- 2018: Grundriss der Hoffnung; Regie: Katja Früh; Miller’s Studio Zürich

## Filmografie
- 1992: Eurocops
- 1993: Rund um die Liebe
- 1999: Der Träumer und das wilde Mädchen
- 1999: Verbotene Liebe
- 1999: Mallorca
- 2000: Die Anrheiner
- 2001: Victor – Der Schutzengel
- 2002: Family Affairs
- 2008: Geld oder Leben; Regie: Jacqueline Falk
- 2009: Champions; Regie: Riccardo Signorell
- 2014: Fässler-Kunz
- 2014: Vorsicht vor Leuten
- 2018: Wolkenbruch; Regie: Michael Steiner
- 2020: Sonnenwende; Regie: Timo von Gunten
- 2023: Early Birds; Regie: Michael Steiner

## Regie/Produktion
- 2000: Liebe Jelena Sergejewna; Ateliertheater Bern; Regie
- 2003: Zellophan; Regie & Produktion
- 2004: oXYmoron; Regie & Produktion
- 2006: Thom Pain (based on nothing); Produktion
- 2007: Männerabend; Produktion
- 2007: Anleitung zur sexuellen Unzufriedenheit; Regie & Produktion
- 2007: Bigger than Jesus; Co-Produktion mit Theater Neumarkt Zürich
- 2009: Hi Dad! Hilfe. Endlich Papa; Regie & Co-Produktion
- 2011–2018: Cavewoman; Regie & Produktion
- 2016: Lügen, aber ehrlich; Produktion

## Sprecher
- seit 1980: Voice-over für verschiedene TV-Formate und Hörspiele; Sprecher für Werbeproduktionen in TV, Kino und Radio
- 2000–2001: Voice-over für Big Brother Schweiz
- seit 2009: Voice-over für Bauer, ledig, sucht…
- seit 2015: Voice-over für Easyvote (Dachverband Schweizer Jugendparlamente)